# Šarotar
Šarotar je priimek več znanih Slovencev:
- Brigita Novak Šarotar, psihiatrinja
- Dušan Šarotar (*1968), pisatelj, pesnik, publicist, scenarist, fotograf
- Simona Šarotar Žižek, ekonomistka, prof. EPF UM